# Седьмая руна (телесериал)
«Седьмая руна» — российский телесериал, восьмисерийный детектив, сюжет которого связан с финно-карельским эпосом «Калевала».
Автор идеи режиссёр Алексей Сидоров. Действие картины разворачивается в вымышленном городе Заозерске на северо-западе России. Сюжет картины многослоен: увлекшись эзотерическими аспектами карело-финского эпоса «Калевала», профессор Чистяков (Виктор Сухоруков) решает с помощью тайных сил сделать мир лучше, но не замечает, как сам превращается в орудие хаоса и разрушения.
Сериал был произведен продюсерской компанией «Mars Media Entertainment» и состоял из 8 серий, растянувшихся на один сезон. Сериал транслировался в Израиле на телеканале «Израиль Плюс» с 5 апреля 2015 по 30 апреля 2015 года, в России с 5 мая 2018 на 5 канале.

## Сюжет сериала
В городе Заозерск при загадочных обстоятельствах погибла дочь губернатора, её  нашли привязанную к висящим над водой качелям. Дело поручено приехавшему из Москвы следователю, в прошлом местному жителю Олегу Нестерову. Там, где было найдено тело девушки, совсем рядом проходила ролевая игра по карело-финскому эпосу «Калевала». Помочь Олегу разобраться с таинственной смертью девушки вызывается Вера — руководитель студентов, которые проводят ролевые игры совсем рядом с местом убийства. Однако преступления продолжаются, а история становится все запутаннее, новые жертвы и череда загадочных событий всё больше смущают Веру и Олега, и вскоре Нестеров понимает, что в этом замешаны не только актёры. Похоже, в Заозерске проходят игры посерьезнее ролевых. Выясняется, что главный банкир, прокурор города и сам губернатор замешаны в странной азартной игре, смысл которой скрыт.
Основная линия сериала – игра с судьбой посредством старинных карт. Нужно лишь загадать желание, выбрать карту и кинуть кубики. Кубик укажет, сколько карт нужно вытащить, и если среди них окажется выбранная карта, желание будет исполнено. Если ее не будет, игру можно продолжить на следующий день. Если выпадет карта с изображением черепа (Тулуз), игрок отдаст свою жизнь. В последней 8-й серии Чистяков (Виктор Сухоруков) раскрывает Нестерову главную задумку сценария - чего добились те, кто мог изменить мир с помощью рун? Судя по тому, что происходит с героями сериала, ничего в этом мире не достается даром.

## Актёры и персонажи
- Юрий Колокольников — Олег Петрович Нестеров, следователь
- Юлия Снигирь — Татьяна Витальевна Иконникова, тележурналист
- Виктор Сухоруков — Юрий Николаевич Чистяков
- Агния Кузнецова — Вера (Июнь)
- Роман Мадянов — Иван Николаевич Пекарский, прокурор города Заозёрск
- Дмитрий Ульянов — Владислав (Влад) Игоревич Иконников, банкир
- Дарья Екамасова — Зоя
- Юрий Цурило — Валентин Валерьевич Кротов, губернатор
- Дмитрий Куличков — Артём Алексеев, следователь прокуратуры

## Факты о съёмках
• Первый блок съёмок прошёл в Ленинградской области, Выборге и Санкт-Петербурге, который в фильме предстаёт вовсе не Петербургом, а небольшим провинциальным городом Заозёрском. Второй блок, большую часть натуры, снимали в Карелии, в городах Гирвас и Сортавала. Там было выбрано более 20 объектов: водопады, скалы, карьеры, штольни, еловые леса, ладожские шхеры, а также посёлок Хийденсельга. В Рускеале — горном парке и знаменитом Мраморном каньоне — снимали самые сложные эпизоды: падение в штольню следователя и сцену с печами для отжига мрамора.
• Одной из самых крупных декораций фильма стал полигон под Сосновым Бором, на котором, по сюжету, ролевики играют в Калевалу и происходят мистические события. Здесь была построена крепостная стена и тотемные столбы.
• Во время съёмок за кадром постоянно происходят странные вещи. По словам режиссёра Сергея Попова: «Наверное, что-то загадочное, потустороннее вмешивалось в нашу работу. То у автомобиля, который тихо стоял у парадного подъезда, вдруг отваливается колесо. То кинокамера сама собой падает, то реквизит взрывается».

## Примечание
1. 1 2  Анастасия Филатова. Юлия Снигирь снова рискует жизнью. 7days.ru. 7дней.ru (23 августа 2013). Дата обращения: 6 апреля 2022. Архивировано 30 июля 2016 года.
2. ↑  «Седьмая руна» «Mars Media Ent.» Дата обращения: 6 апреля 2022. Архивировано 28 июля 2021 года.
3. ↑  КТО УБИЛ АЛИСУ КОТОВУ? // MARSME.RU : официальный сайт. — 2014. — 16 апреля. — Дата обращения: 06.04.2022.
4. ↑  ЮРИЙ КОЛОКОЛЬНИКОВ ЗАЙМЕТСЯ РАССЛЕДОВАНИЯМИ ЗАГАДОЧНЫХ ПРЕСТУПЛЕНИЙ // MARSME.RU : официальный сайт. — 2013. — 13 июня. — Дата обращения: 06.04.2022.
5. ↑  Седьмая руна (1 сезон) // kinopoduglom.ru : блог. — 2020. — 29 сентября. — Дата обращения: 13.12.2022.